# Albinismo ocular
Albinismo ocular é uma forma de albinismo que se manifesta no olho. Trata-se de uma alteração genética caracterizada pela baixa ou ausente síntese de melanina.

## Tipos de albinismo ocular
O albinismo ocular é um albinismo que se manifesta nos olhos. É uma alteração genética caracterizada por baixa ou falta de síntese de melanina.

### Tipos de albinismo ocular
Tipos de albinismo ocular Se apenas os olhos forem afetados, ocorrerá o albinismo ocular, que é uma doença genética recessiva relacionada ao cromossomo X. É caracterizada por íris e pigmentação retiniana reduzidas, fotofobia, problemas de refração, nistagmo, diminuição da visão, atraso no desenvolvimento da fóvea e alterações nas fibras nervosas. Pode se manifestar nos seguintes tipos:
| Nome                                             | OMIM   | Gene       | Descrição |
| Albinismo ocular, tipo 1                         | 300500 | GPR143     | Também conhecida como síndrome de Nettleship-Falls, é o tipo mais comum de albinismo ocular. Geralmente está associado a nistagmo e é difícil de detectar em mulheres; os sintomas são mais pronunciados em homens |
| Albinismo ocular, tipo 2                         | 300600 | CACNA1F    | Também conhecido como Síndrome de Forsius-Eriksson ou " doença de Åland Island", afeta apenas os homens, embora as mulheres sejam frequentemente portadoras e às vezes apresentem os sintomas; está frequentemente associado com a dicromacia protanópica (uma forma de cegueira para as cores) e com a cegueira noturna (nictalopia). |
| Albinismo ocular com surdez sensorineural (OASD) | 300650 | ? (Xp22.3) | Está associado à surdez. Pode ser o mesmo que o albinismo ocular tipo 1. |

O albinismo ocular tipo 1 (OA1), também conhecido como síndrome de Nettleship-Falls, é o tipo mais comum de albinismo ocular. É uma doença genética recessiva ligada ao X, na qual o pigmento das células epiteliais do pigmento da retina muda, enquanto o pigmento do cabelo e da pele parece normal. Por ser uma doença ligada ao X, ocorre principalmente em homens, enquanto as mulheres são portadoras, a menos que sejam homozigotas. Em pessoas com a forma mais comum de albinismo ocular (denominado tipo 1), foram encontradas mais de 60 mutações no gene GPR143. A maioria das mutações altera o tamanho ou a forma da proteína GPR143. A maioria das formas de albinismo é causada por uma diminuição na quantidade de melanina nas células. Os pesquisadores continuam a investigar por que o albinismo ocular ocorre quando as células da retina parecem conter grandes quantidades de melanina.
Manifestações clínicas Em homens afetados, o reflexo da pupila é uma característica do albinismo. O fundo é descolorido e os vasos sanguíneos da coróide são proeminentes. Nistagmo, aceno de cabeça e visão prejudicada também podem ocorrer. A pigmentação em qualquer parte do olho é normal. Vogt (1942) descobriu pela primeira vez que o fundo da portadora feminina, especialmente a periferia, apresentava pigmentação em mosaico. Lyon (1962) apontou que a descoberta do fundo de olho de mulheres heterozigotas apóia sua teoria da inativação do cromossomo X, e o nistagmo é uma característica relacionada. Na verdade, em alguns relatos de nistagmo ligado ao X em famílias que têm quase certeza de ter albinismo, apenas diagonal ou nenhum comentário foi feito sobre o albinismo. A família estudada por Waardenburg e Van den Bosch (1956) foi relatada anteriormente por Engelhard (1915) como uma família com nistagmo hereditário. Uma família estudada por Fialkow et al. (1967) foi relatado por Lein et al. (1956) como nistagmo ligado ao sexo. 